# Derilson Neves
Derilson Afonso Encarnação Das Neves (* 6. Juli 1983 in São Tomé), auch in der Schreibweise Derilson Neves oder kurz Derilson, ist ein são-toméischer Fußballspieler auf der Position eines Verteidigers. Er ist ehemaliger Spieler der Fußballnationalmannschaft von São Tomé und Príncipe und zurzeit bei SC Praia Cruz aktiv.

## Karriere

### Verein
Seine Vereinskarriere begann Derilson in seiner são-toméischen Heimat, wo er ab dem Jahr 2014 im Kader des Erstligisten SC Praia Cruz aus São Tomé stand. Ob er dem Verein bereits davor angehörte, ist aus den Quellen hingegen nicht ersichtlich. Hier wurde er, an der Seite von Ivonaldo Viegas, Joazhifel Soares und Stürmer Zé Varela, in seiner Debütsaison são-toméischer Vizemeister, schied aber sowohl im Nationalen Pokal, im Halbfinale gegen UD Rei Amador (1:1 5:4 i. E.), und im Taça da Independência, in der ersten Runde gegen Aliança Nacional (2:1), aus. In der Saison 2015 gelang ihm mit dem Verein das Triple aus Meisterschaft, Nationalem Pokal (6:2 gegen FC Porto Real) und Supertaça Nacional (2:1 ebenfalls gegen FC Porto Real). Die são-toméische Meisterschaft und der Supercup konnte auch ein Jahr später erfolgreich verteidigt werden. An diese Erfolge konnte er mit den Verein in den nachfolgenden Jahren nicht mehr anknüpfen. 2017, 2018 und 2019 platzierte sich Derilson mit der Mannschaft als Vizemeister, und der letzte Vereinstitel gelang 2018 im Finale des Tribunal de Contas Cup gegen die Mannschaft von UD Rei Amador (2:0). Zur Saison 2021/22 erreichte er mit der Mannschaft nur noch den 8. Platz und kämpft mit den Verein in der aktuellen Saison (Stand: August 2023) gegen den Abstieg.

### Nationalmannschaft
Sein Debüt für die Fußballnationalmannschaft von São Tomé und Príncipe gab Derilson am 11. Oktober 2003, im Rahmen der Qualifikation zur Weltmeisterschaft 2006 unter Trainer José Ferrez, gegen die Auswahl von Libyen (0:1). Auch im Rückspiel (8:0) einen Monat später kam er neben Staydner Veloso, Alfredo Bonfim und Ronaldinho Gomes über die gesamte Spieldauer zum Einsatz. Erst elf Jahre später, da sich das Nationalteam bis ins Jahr 2011 von allen Wettbewerben und Spielen zurückzog, wurde Derilson wieder in den Kader der Falcões e Papagaios berufen und absolvierte seinen letzten Einsatz am 16. Juni 2012, im Rahmen der Qualifikation zur Afrikameisterschaft 2013, gegen die Auswahl von Sierra Leone (4:2).

### Erfolge
São-toméischer Meister (2): 2015, 2016

São-toméischer Pokalsieger (1): 2015

São-toméischer Supercup (2): 2015, 2016

 Tribunal de Contas Cup (1): 2018